# Dolmen von Nyrup
Der Dolmen von Nyrup, bei Helsingør ist ein Urdolmen, der unmittelbar nördlich des Helsingørvej, (Straße Nr. 6 von Fredensborg nach Helsingør) auf der dänischen Insel Seeland liegt. Das Großsteingrab stammt aus der Jungsteinzeit etwa 3500–2800 v. Chr. und ist eine Megalithanlage der Trichterbecherkultur (TBK). Neolithische Monumente sind Ausdruck der Kultur und Ideologie neolithischer Gesellschaften. Ihre Entstehung und Funktion gelten als Kennzeichen der sozialen Entwicklung.

## Beschreibung
Der sehr kleine Dolmen besteht aus drei Tragsteinen, einem vierten nichttragenden Seitenstein und einem ungewöhnlich dicken Deckstein, dessen Unterseite, wahrscheinlich durch Spaltung glatt und gerade ist. Der pilzartig aussehende, etwas in den Boden eingetiefte Dolmen scheint sich nicht in einem Erd-, sondern in einem Steinhügel befunden zu haben. Die kleinen norddänischen Urdolmen gehören zu den frühesten Megalithanlagen des Landes, wofür die Eintiefung spricht.